# Arabis kokonica
Arabis kokonica är en korsblommig växtart som beskrevs av Eduard August von Regel och Johannes Theodor Schmalhausen. Arabis kokonica ingår i släktet travar, och familjen korsblommiga växter. Inga underarter finns listade i Catalogue of Life.